# سیوری کوندو
سیوری کوندو (انگلیسی: Syuri؛ زادهٔ ۸ فوریهٔ ۱۹۸۹) خواننده، رقصنده، کشتی‌گیر کشتی حرفه‌ای و کاراته‌کا اهل ژاپن است.

## اوایل زندگی
کوندو از مادری  فیلیپینی  و پدری  ژاپنی در شهر ابینا، کاناگاوا متولد شد. او رشته کاراته را در دبستان آغاز نمود، و بعد از آن او در این رشته به مقام های گوناگونی دست یافته، و کوندو همچنین رشته دو و میدانی را در دوره متوسطه اول و رشته تنیس را هم در دوره متوسطه دوم آموخته. وی پس از فارغ التحصیلی اش، وارد رشته کشتی کج شد.